# Harmony of the Seas
 (janvier 2024).
L'Harmony of the Seas est un navire de croisière de la compagnie Royal Caribbean Cruise Line, construit aux Chantiers de l'Atlantique (alors nommés STX France) de Saint-Nazaire entre septembre 2013 et mai 2016. Il est, entre 2016 et 2024, le plus grand paquebot au monde (en longueur) devant son sister-ship, le Wonder of the Seas. Il est également le troisième plus gros au monde (en tonnage) derrière ses deux sister-ship, le Symphony of the Seas et le Wonder of the Seas. Sa croisière inaugurale s'est déroulée le 29 mai 2016 au départ de Southampton en direction de Barcelone via Cherbourg-en-Cotentin (première escale française). 
L'Harmony of the Seas appartient à la classe Oasis mais est légèrement plus volumineux (2 mètres de plus en longueur) que ses deux prédécesseurs (Allure of the Seas et Oasis of the Seas).

## Histoire

### Préliminaires
Le 27 décembre 2012, la presse se fait l'écho de l'annonce, par STX France, de la commande d'une troisième unité de type Oasis par la compagnie américaine Royal Caribbean. Livré en 2016, ce paquebot est construit aux chantiers STX France de Saint-Nazaire et mesure 362 mètres de long, ce qui en fait le plus long navire de croisière du monde. Un quatrième navire de type Oasis est en option lors de la signature du contrat en 2012. La commande de cette quatrième unité est confirmée en mai 2014 et la livraison doit avoir lieu en 2018. Ces navires devraient comporter quelques évolutions par rapport aux deux précédents, notamment sur le plan de l'efficacité énergétique.

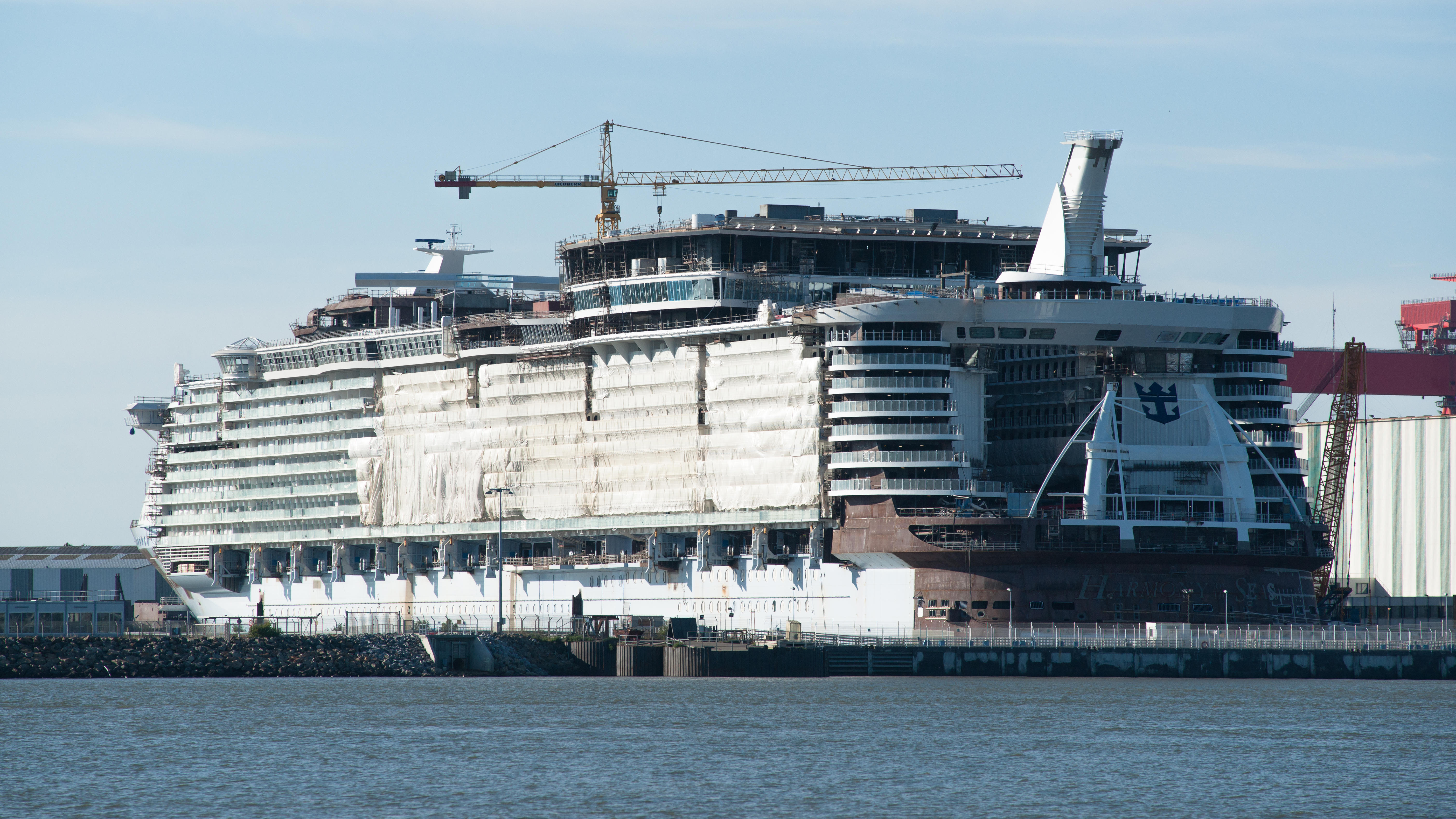
LHarmony of the Seas en juin 2015.

### Construction

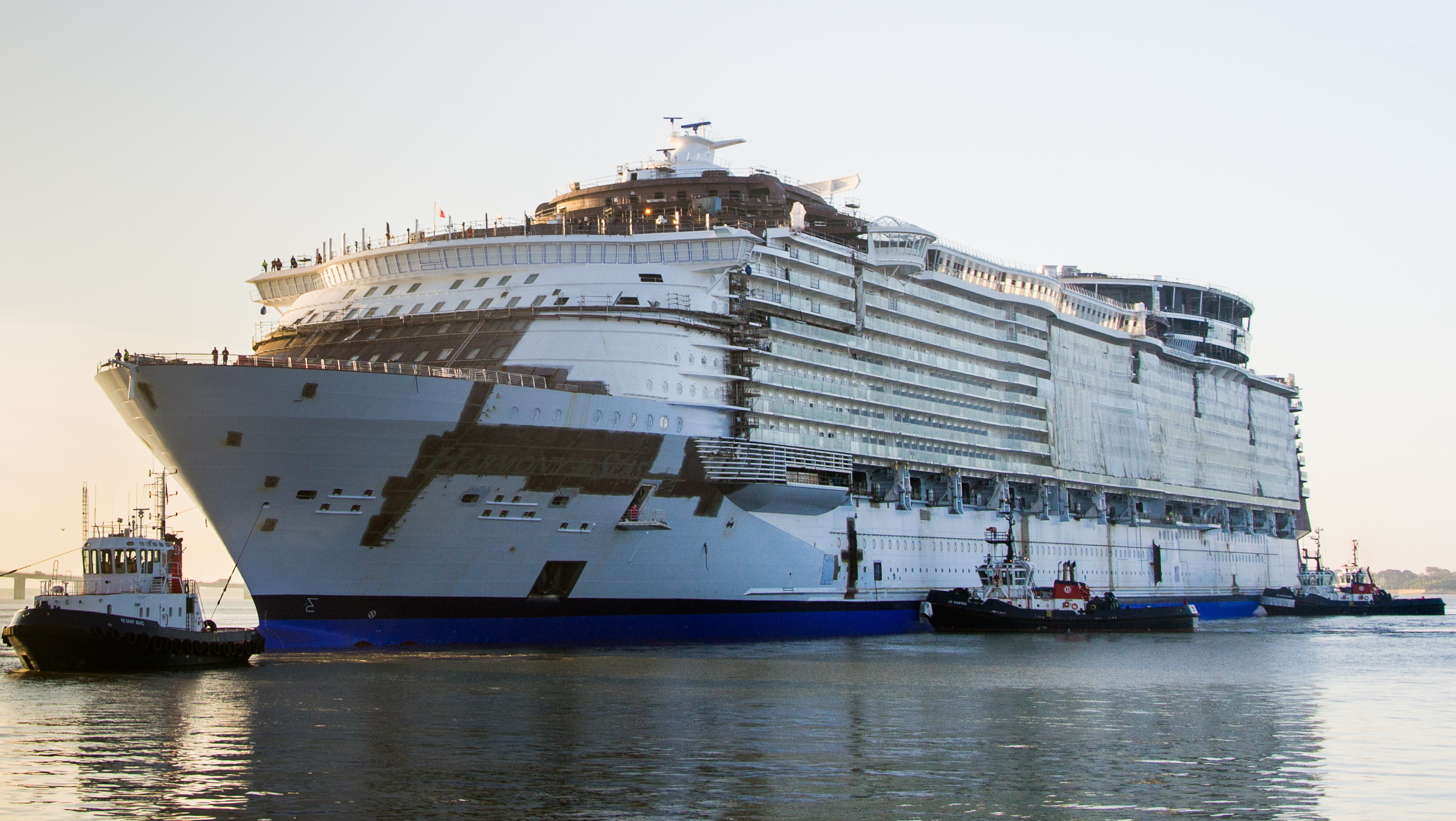
Len lors de son transfert au bassin C.

La première tôle est découpée le 23 septembre 2013 en présence de l'armateur. Le premier bloc préfabriqué est posé le 9 mai 2014 et la commande du quatrième navire est confirmée par la même occasion. En février 2015, plus de la moitié de la coque est assemblée. La première mise en eau de la cale de construction a lieu le 18 juin 2015 et son déplacement de la cale de construction vers une cale plus profonde s'effectue le lendemain. En effet le navire est trop haut pour permettre au « Très Grand Portique » (TGP) de continuer la pose des blocs préfabriqués pour l'assemblage : une fois posée, la cheminée du navire serait située à environ deux mètres sous le portique. En mars 2015, Royal Caribbean officialise le bateau et commence à vendre les croisières à bord. Le navire est alors baptisé « Harmony of the Seas ». Il est officiellement mis à l'eau le 19 juin 2015 pour finitions. Il est livré à la compagnie Royal Caribbean le 12 mai 2016 lors d'une cérémonie à la poupe du navire. Il quitte Saint-Nazaire le 15 mai 2016 pour rejoindre Southampton avant d'effectuer sa première croisière en Méditerranée.

### Essais en mer
La première sortie en mer a eu lieu le 10 mars 2016. Le navire quitte Saint-Nazaire vers 17 h 30 à la marée du soir, il navigue entre Belle-Île-en-Mer et l'île d'Yeu, puis rejoint Saint-Nazaire le 13 mars 2016 vers 6 h 30. On compte cinq cents personnes, ingénieurs et techniciens à bord. Une deuxième série d'essais en mer a lieu en avril 2016. Le navire est, d'après cette deuxième série d'essais, plus rapide que prévu.

### Livraison
Le 12 mai 2016, les chantiers de Saint-Nazaire livrent l'Harmony of the Seas à son propriétaire Royal Caribbean. La construction du paquebot a finalement représenté dix millions d'heures de travail et presque trois ans de construction. Premières manœuvres de son propriétaire, le navire appareille, sortant de l'estuaire de la Loire le 15 mai vers 13 h à la faveur de la pleine mer en direction de Southampton (Royaume-Uni).

## Croisières

### En Méditerranée (2016)
L'Harmony of the Seas rejoint tout d'abord Southampton et commence une croisière de quatre jours dans la Manche et la mer du Nord en passant par Rotterdam. Il passe ensuite par Cherbourg-en-Cotentin avant de partir pour sa première saison de croisière en Méditerranée en passant notamment par Barcelone pour des croisières de sept jours.
Il effectue aujourd'hui des croisières dans les Caraïbes, au départ de Miami. 

#### Accident
En septembre 2016, pendant l'escale au port de Marseille, une embarcation de sauvetage du paquebot chute du cinquième pont sur une hauteur de 10 mètres avec cinq membres du personnel navigant à bord. L'accident a lieu lors d'un exercice de sécurité. Un exercice hebdomadaire est obligatoire sur les navires à passagers selon la SOLAS. Un premier bilan fait état d’un mort philippin et de quatre blessés graves. La mise à l'eau d'embarcations de sauvetage présente toujours un risque pour le personnel,.

### Aux Caraïbes (2017)
Fin octobre 2016, le navire quitte la Méditerranée pour aller se repositionner à son nouveau port d'attache de Fort Lauderdale (Floride, États-Unis). Il commence ensuite des croisières de sept jours dans les Caraïbes en 2017. Lors de son arrivée à son port d'attache en Floride le 4 novembre 2016, le navire est accueilli par ses deux sister-ships Oasis of the Seas et Allure of the Seas.

#### Non-respect de la zone d'exclusion d'un lancement spatial
Le 30 janvier 2021, le lancement d'un satellite COSMO-SkyMed depuis le Centre spatial Kennedy est reporté de 24 heures à cause de la présence du paquebot dans la zone d'exclusion au large du pas de tir. Cette zone faisait l'objet d'un avis aux navigateurs des autorités américaines (NOTMAR), mais utilisait un couloir de lancement inutilisé de 1960 à 2020. Cette violation entraîne une enquête des Garde-côtes des Etats-Unis envers Royal Caribbean dès le 1er février 2022.

## Caractéristiques

### Capacités
L'Harmony of the Seas est capable d'embarquer 6 360 passagers à son bord ainsi que 2 100 membres d'équipage. Il possède 2 700 cabines et 16 ponts pour accueillir ces passagers.

### Équipements de loisirs
- 1 tyrolienne de 24 mètres
- 2 murs d'escalade
- 2 simulateurs de surf (FlowRider)
- 4 piscines
- 10 bains à remous dont 2 suspendus au-dessus de l'eau
- 3 toboggans aquatiques allant du pont 18 au pont 15 (le pont piscine)
- 2 toboggans Ultimate Abyss (non aquatiques)
- 3 théâtres dont 1 aquatique en extérieur et un autre sous forme de patinoire
- 1 spa
- 1 casino
- 1 parc naturel (Central Park)
- 1 minigolf et 1 terrain de basket
- 1 patinoire
- 1 carrousel
- 21 restaurants
- 1 Bionic Bar
- 1 fosse aquatique d'une profondeur variable jusqu'à maximum 5,4 mètres
- Boutiques et commerces

### Caractéristiques techniques

#### Propulsion
- Le navire est propulsé par trois Azipod ABB de 20,5 MW chacun.
- Les trois Azipod sont alimentés par six moteurs Diesel Wärtsilä couplés à des alternateurs Leroy-Somer, développant une puissance de 92 400 kW, soit environ 126 000 ch.
  - Deux moteurs 16V46 de 18 480 kW.
  - Quatre moteurs 12V46 de 13 860 kW.
- Pour les manœuvres portuaires, il dispose de quatre propulseurs d'étrave Wärtsilä CT3500 (situés à la proue sous la ligne de flottaison) d'une puissance de 5,5 MW (environ 7 500 ch) chacun, ce qui lui permet de se passer de remorqueur jusqu'à un vent de travers de 40 nœuds.
- La consommation théorique de carburant est estimée à environ 3,7 l par 100 km et par personne, soit une consommation totale d'environ 270 tonnes par jour de navigation de 24 h à 22 nœuds.

#### Stabilisation
- Accessoire habituel sur un bateau de grande dimension, deux ailerons stabilisateurs déployables diminuent le roulis en agissant comme une aile orientable qui s'oppose aux inclinaisons de bâbord sur tribord ; système efficace à partir de 10 nœuds de vitesse.

#### Équipements d'exploitation
- Deux auxiliaires de production électrique formés en couples :
  - Diesel : MTU 16V4000 ;
  - Générateurs électriques : Leroy-Somer[16].
- Le navire possède un système de dessalement de l'eau de mer capable de produire plus de 4,1 millions de litres d'eau douce par jour (soit environ 470 litres par personne).

#### Divers
Le navire est constitué de 525 000 m2 de tôle d'acier, 5 000 km de fil électrique, 90 000 m2 de moquette[réf. souhaitée].

#### Galerie

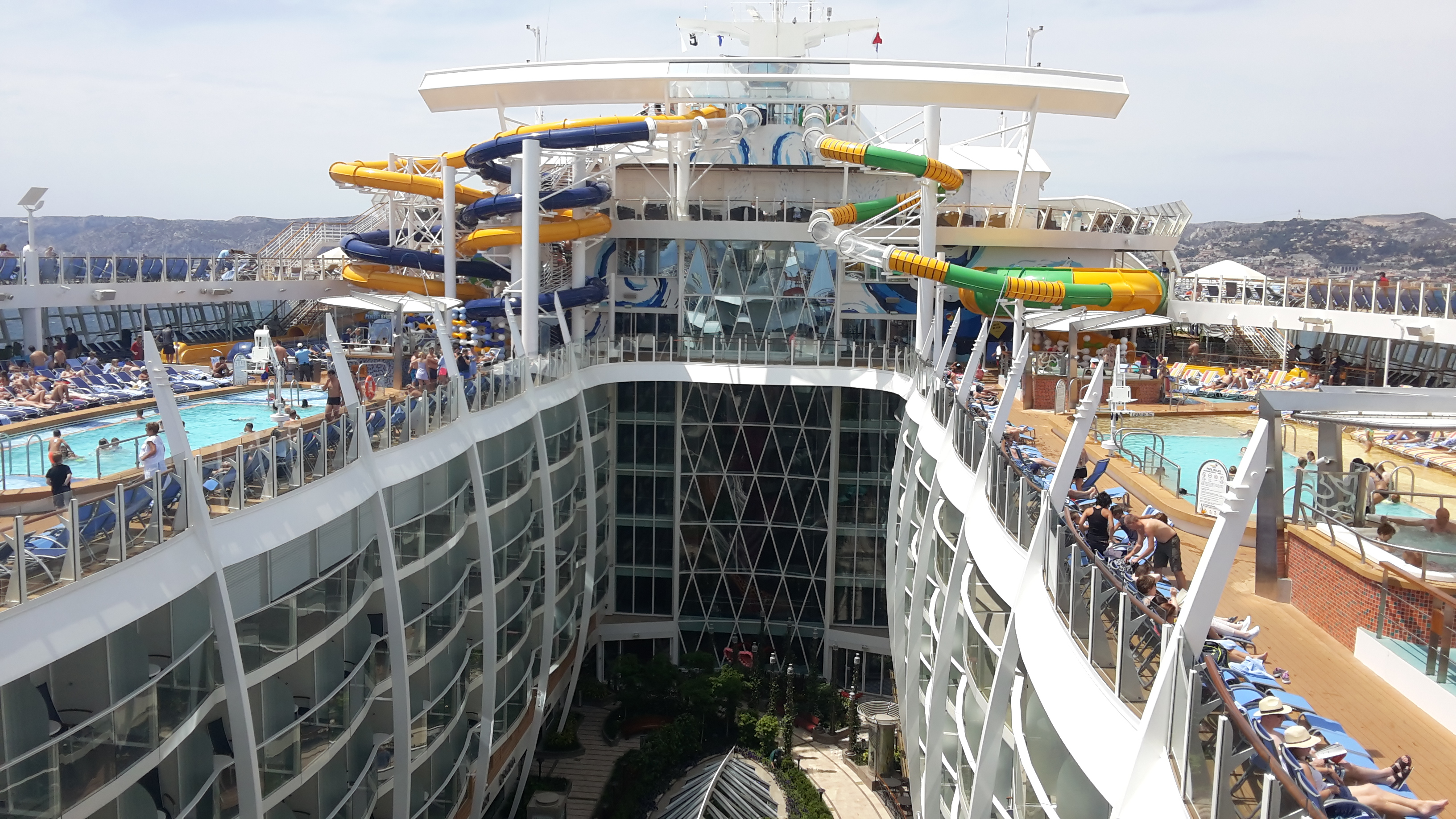
Vue des toboggans aquatiques.
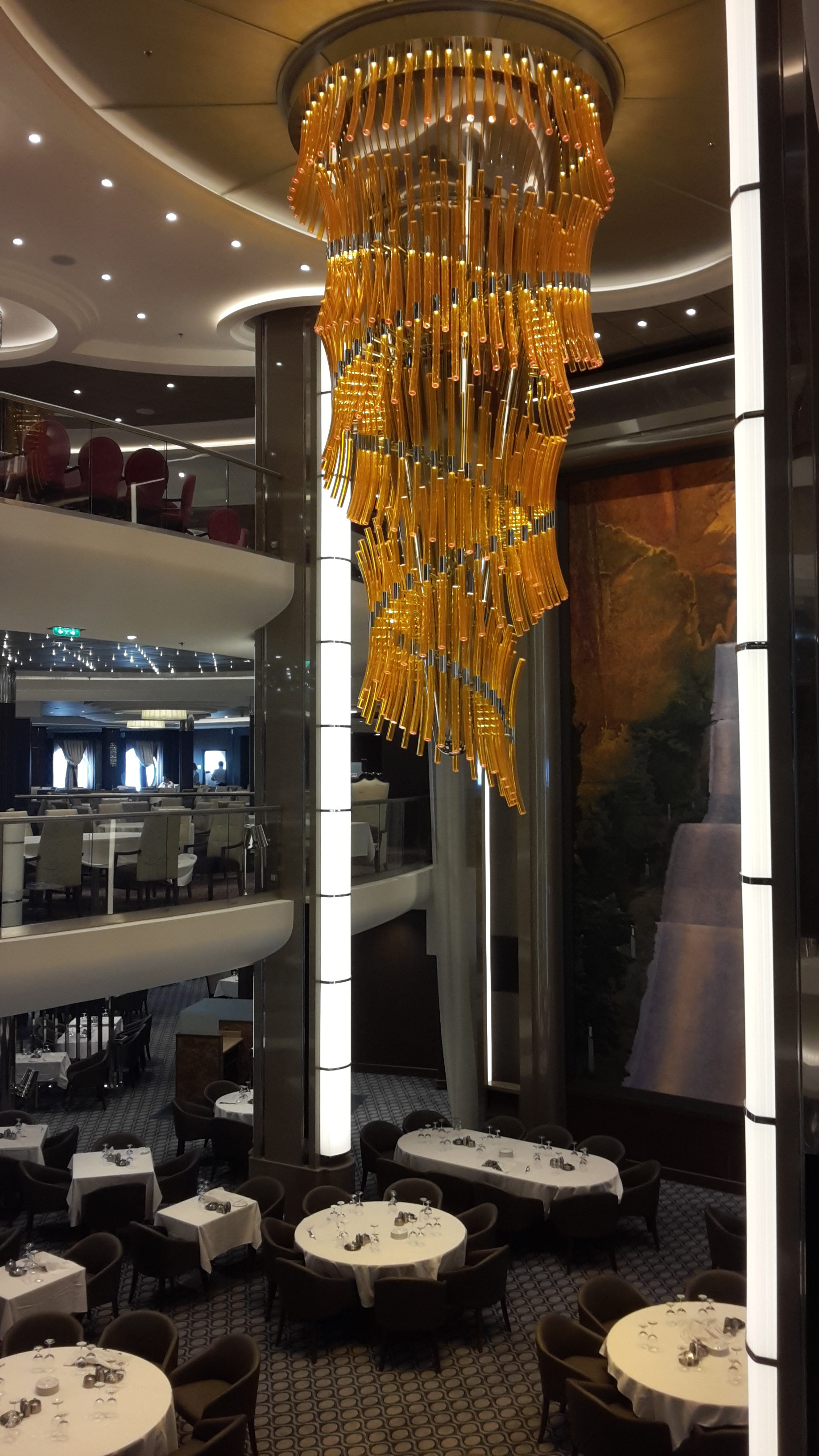
Restaurant principal.
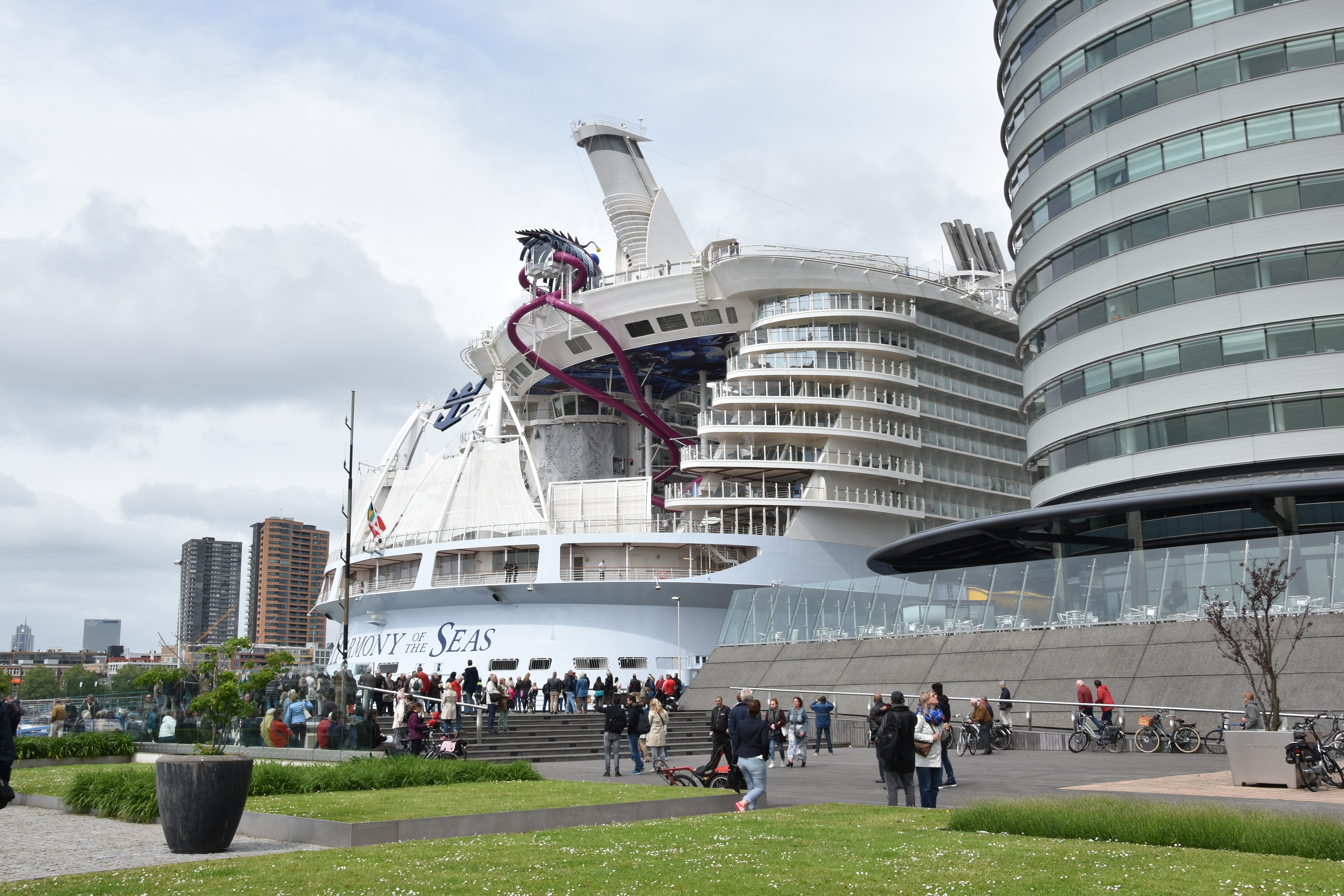
À Rotterdam.
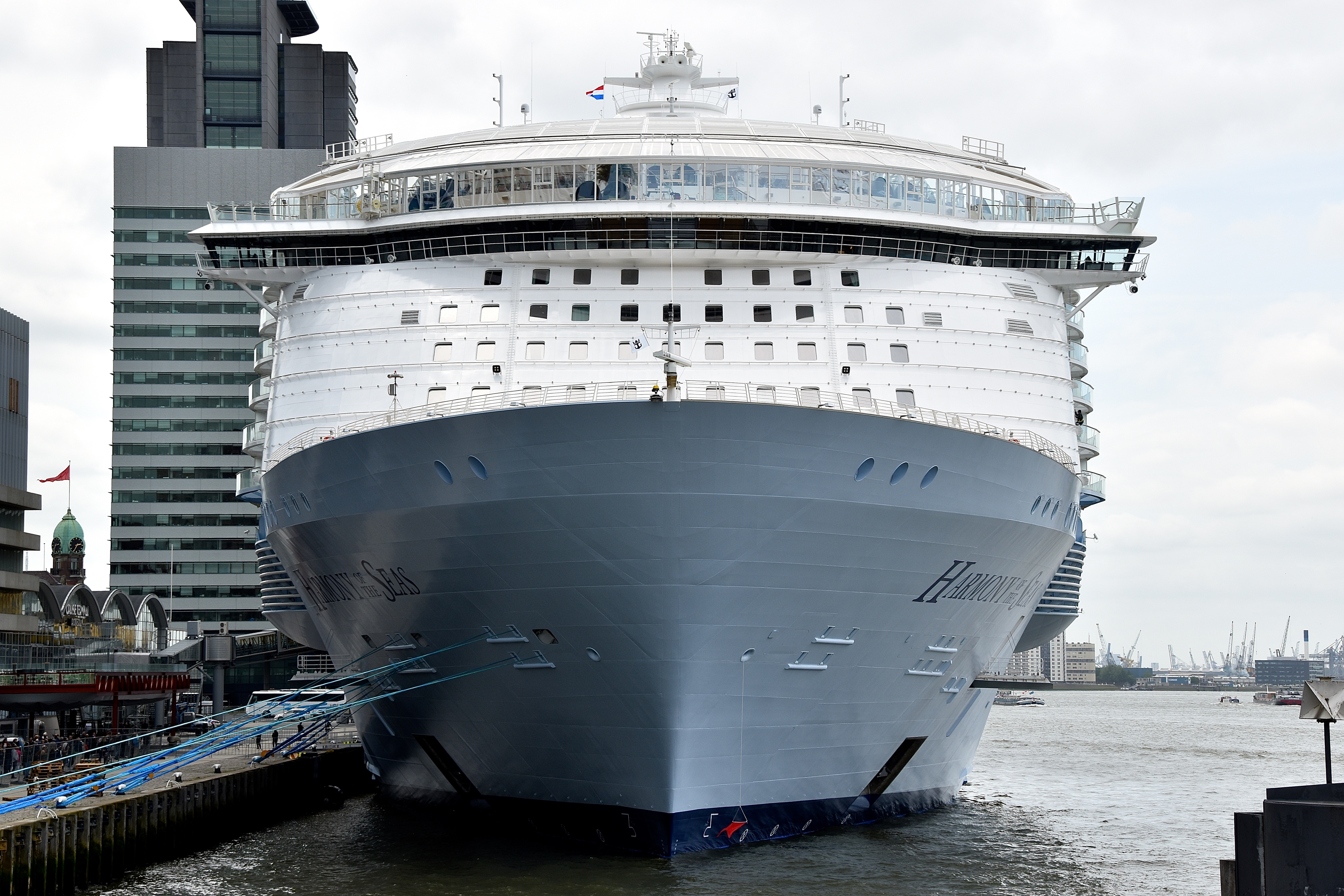
L'étrave.
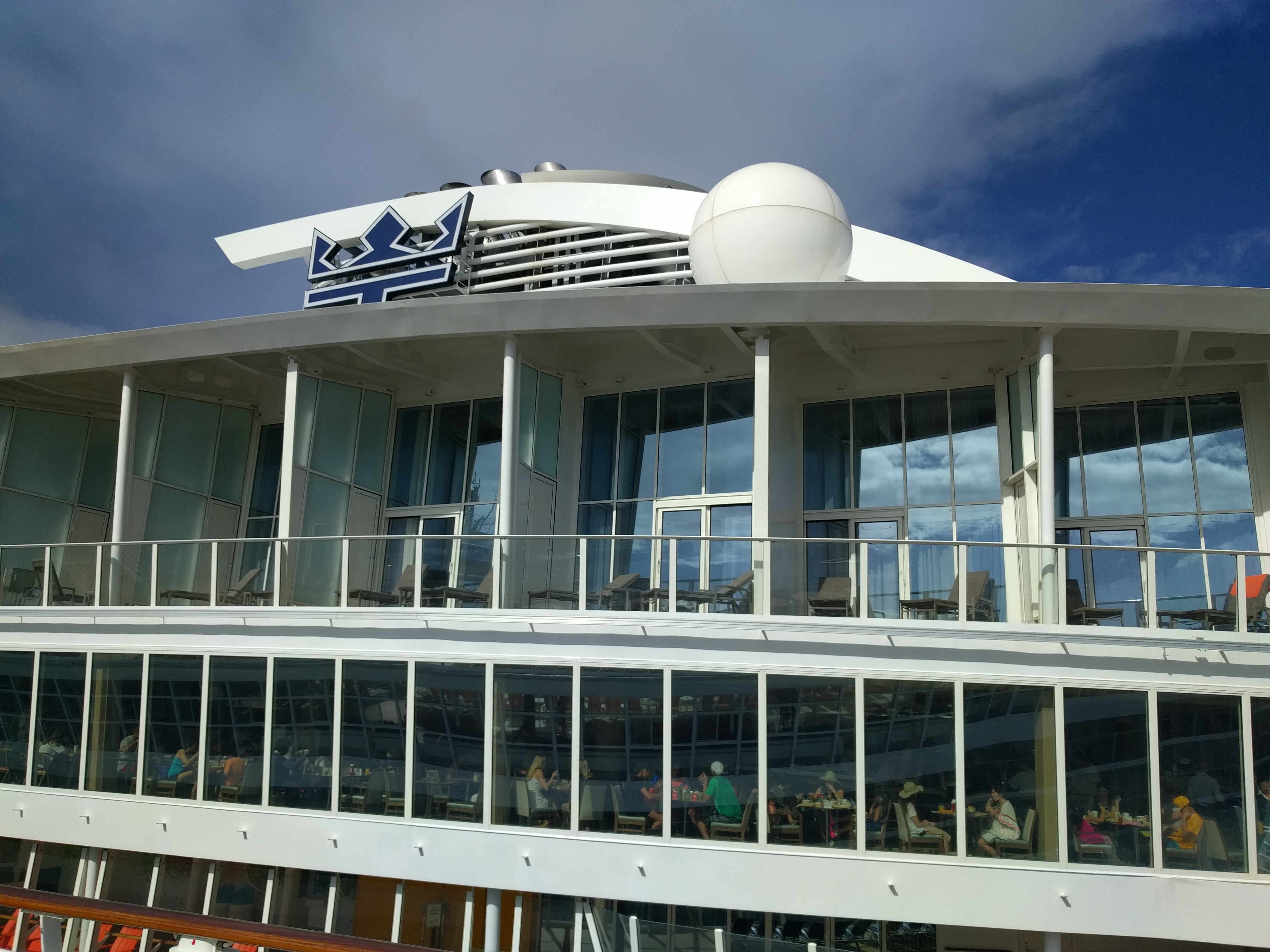
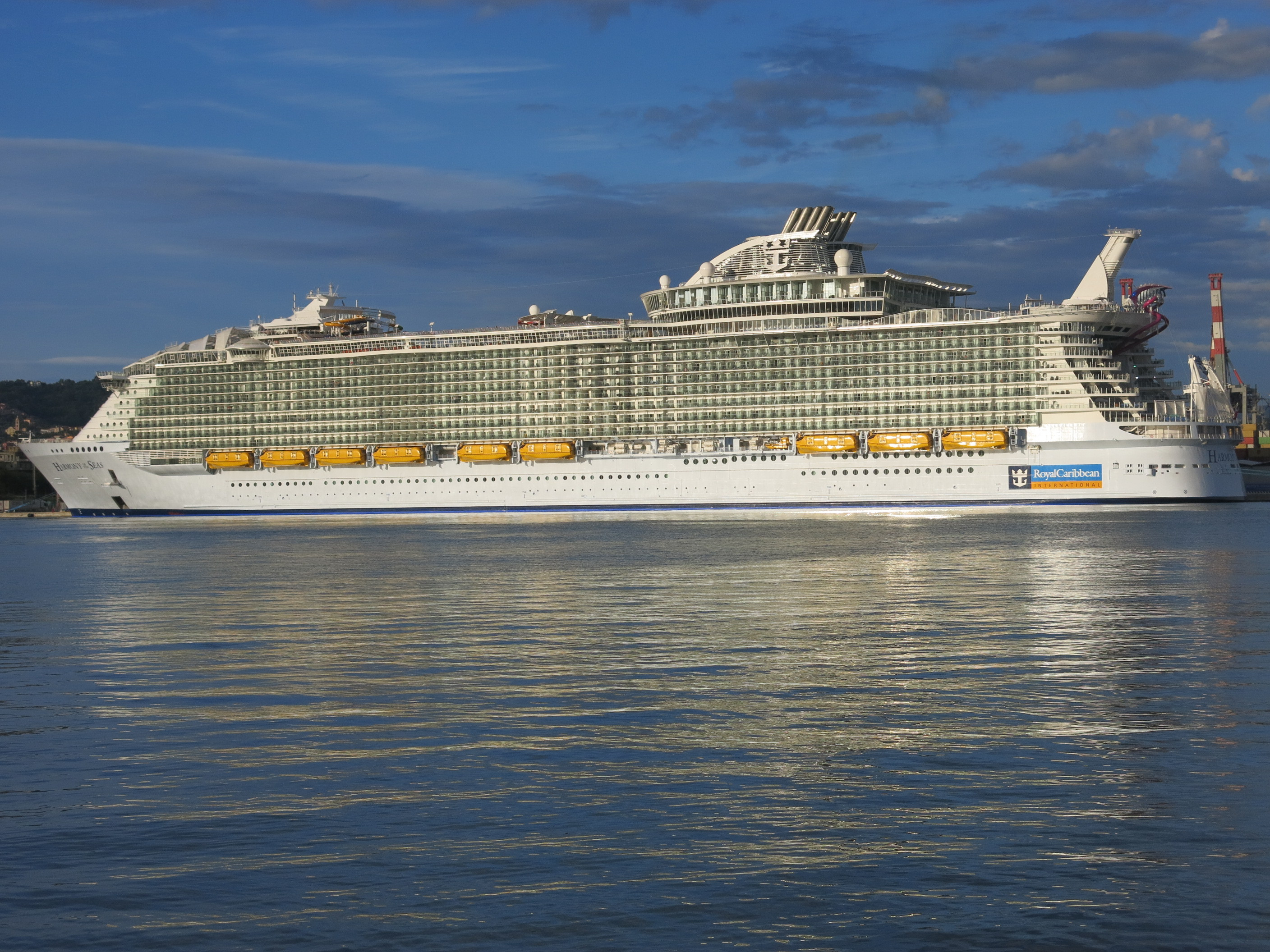
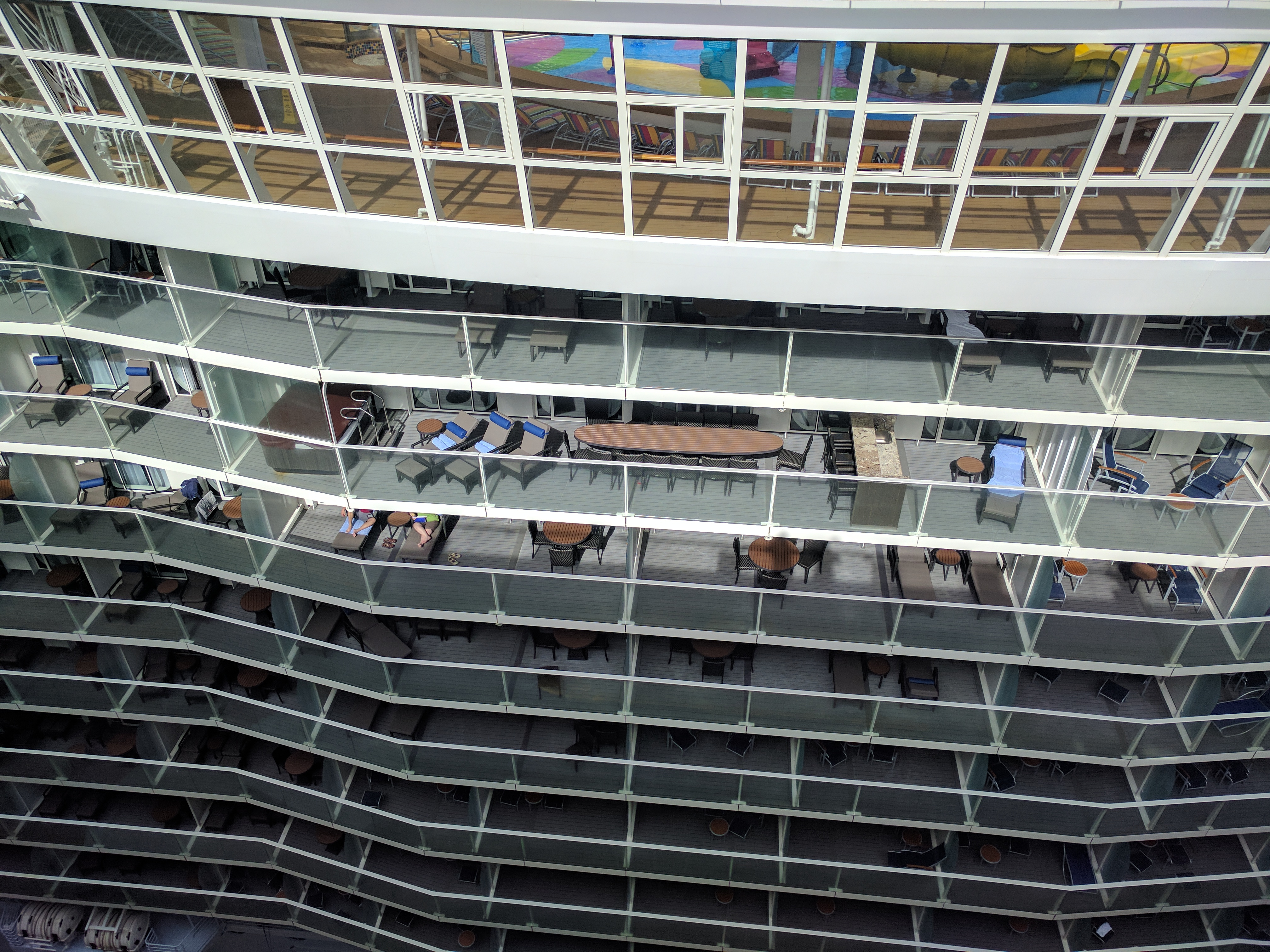
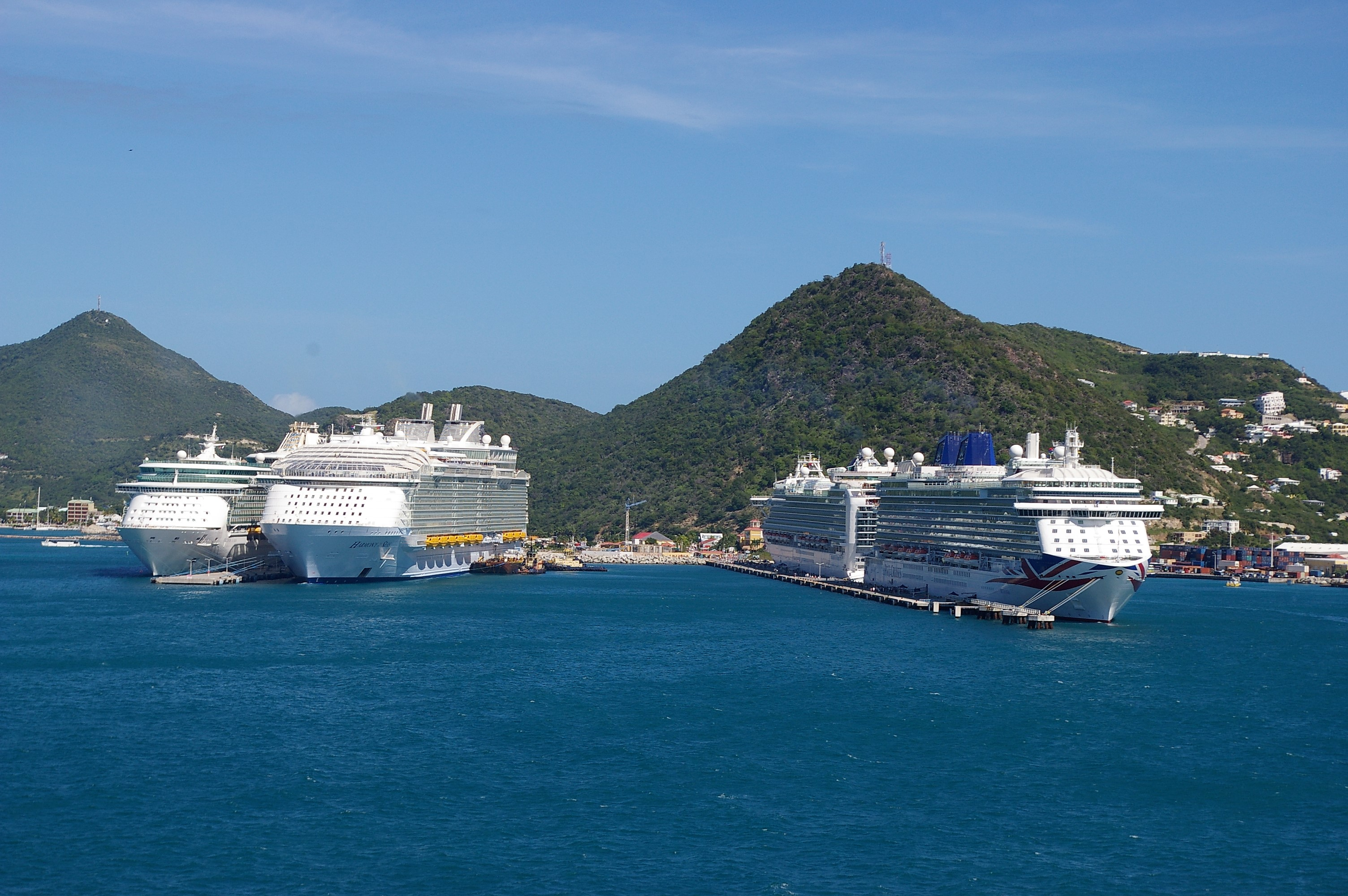
Avec le Freedom of the Seas, l’Azura et le Britannia.
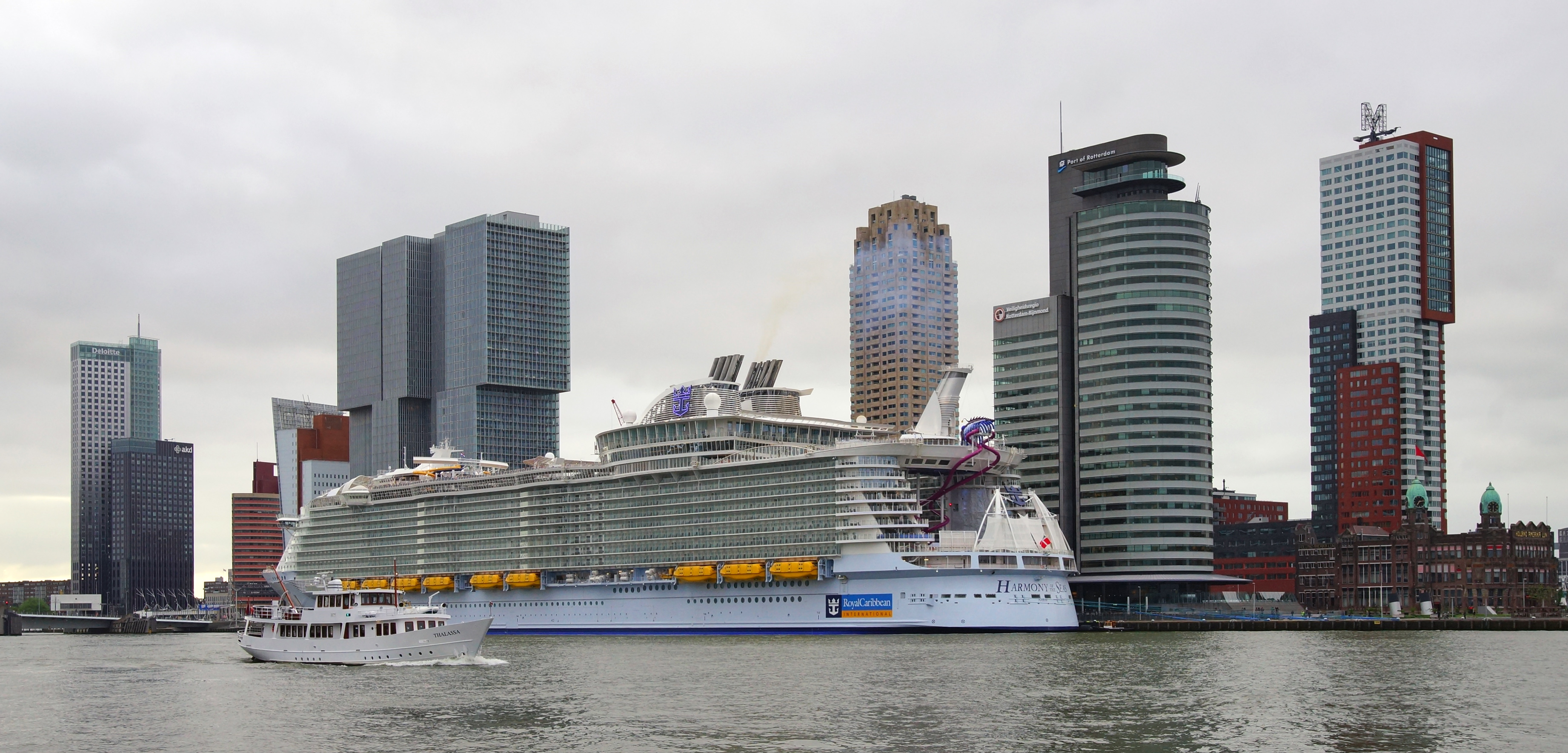
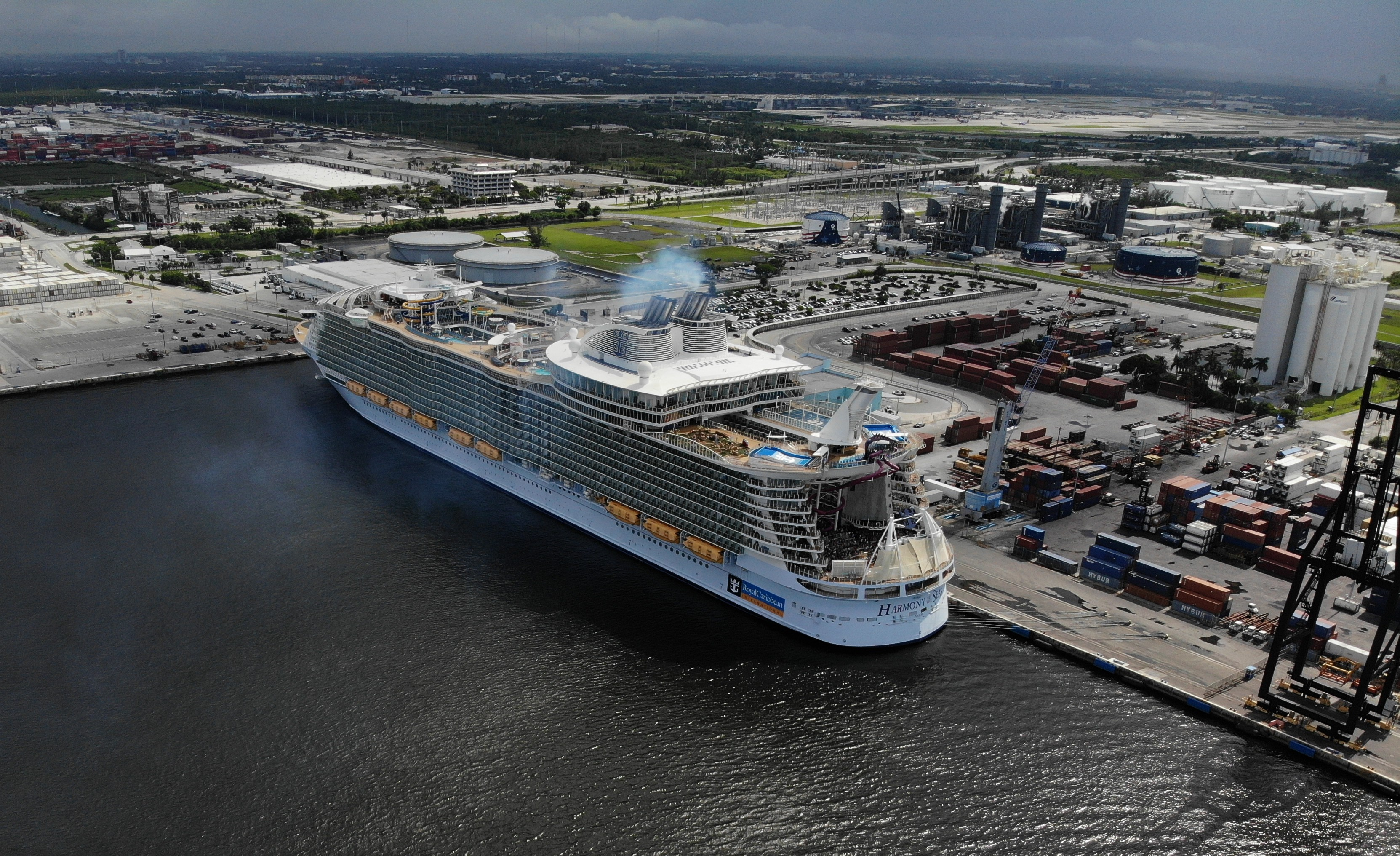
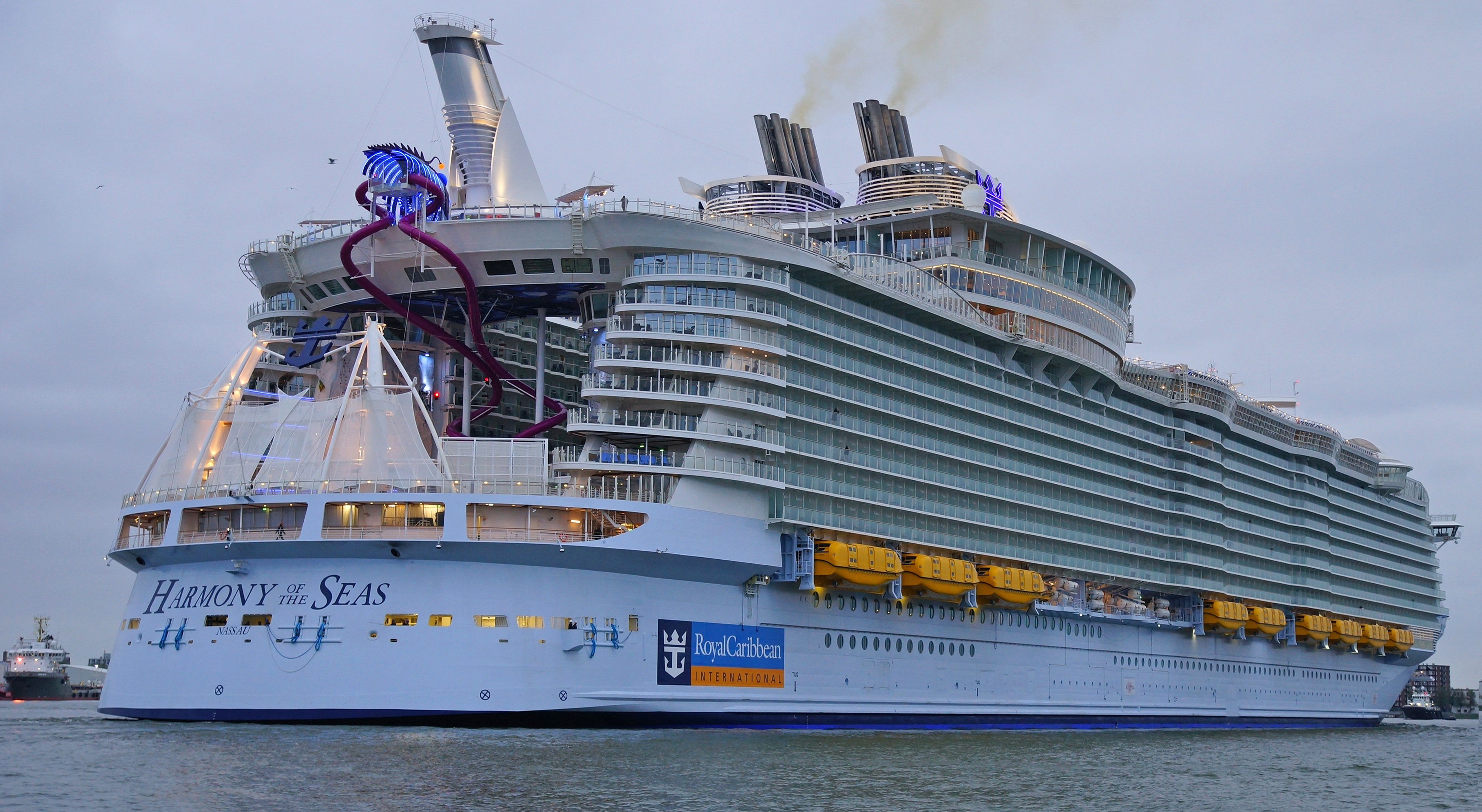
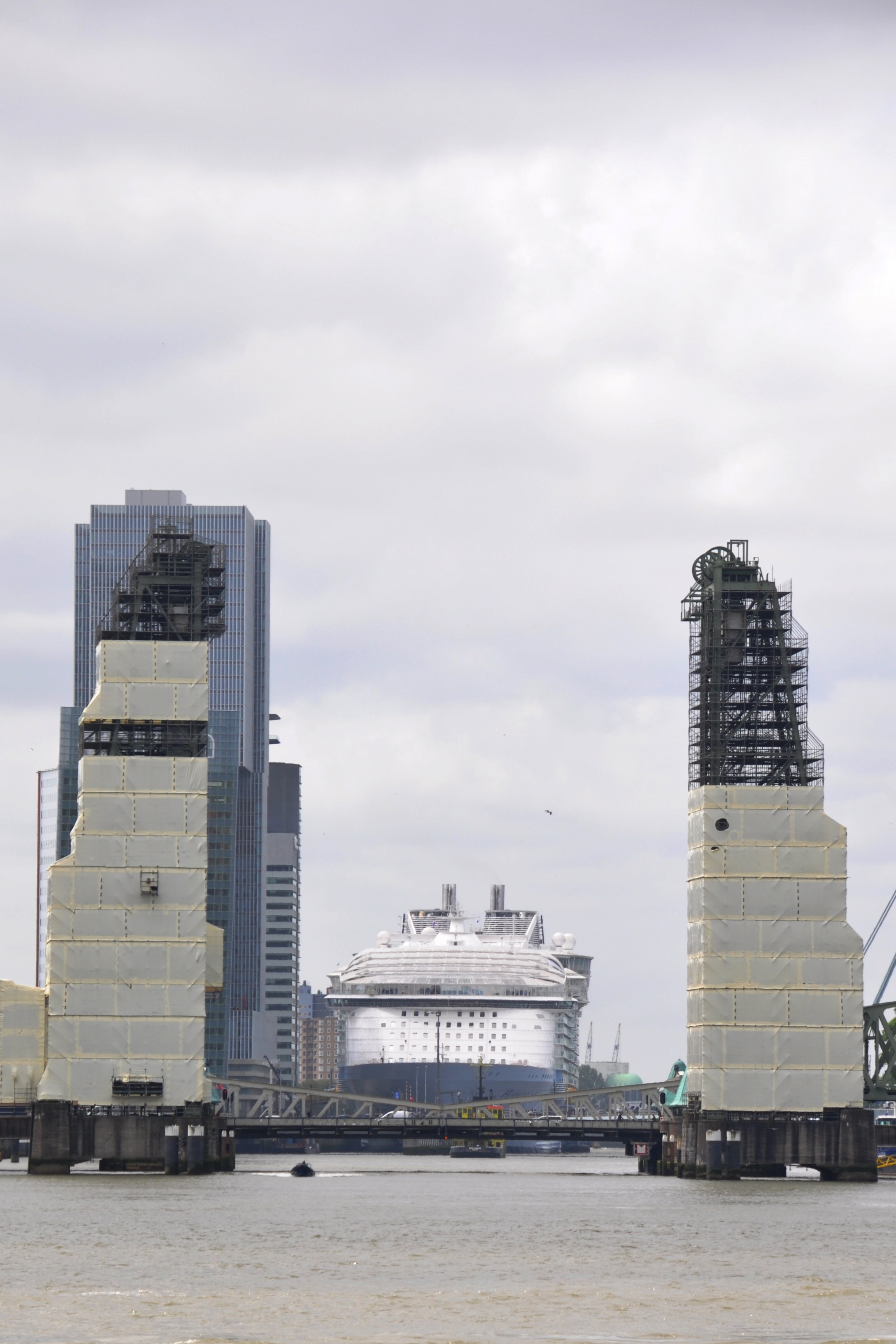
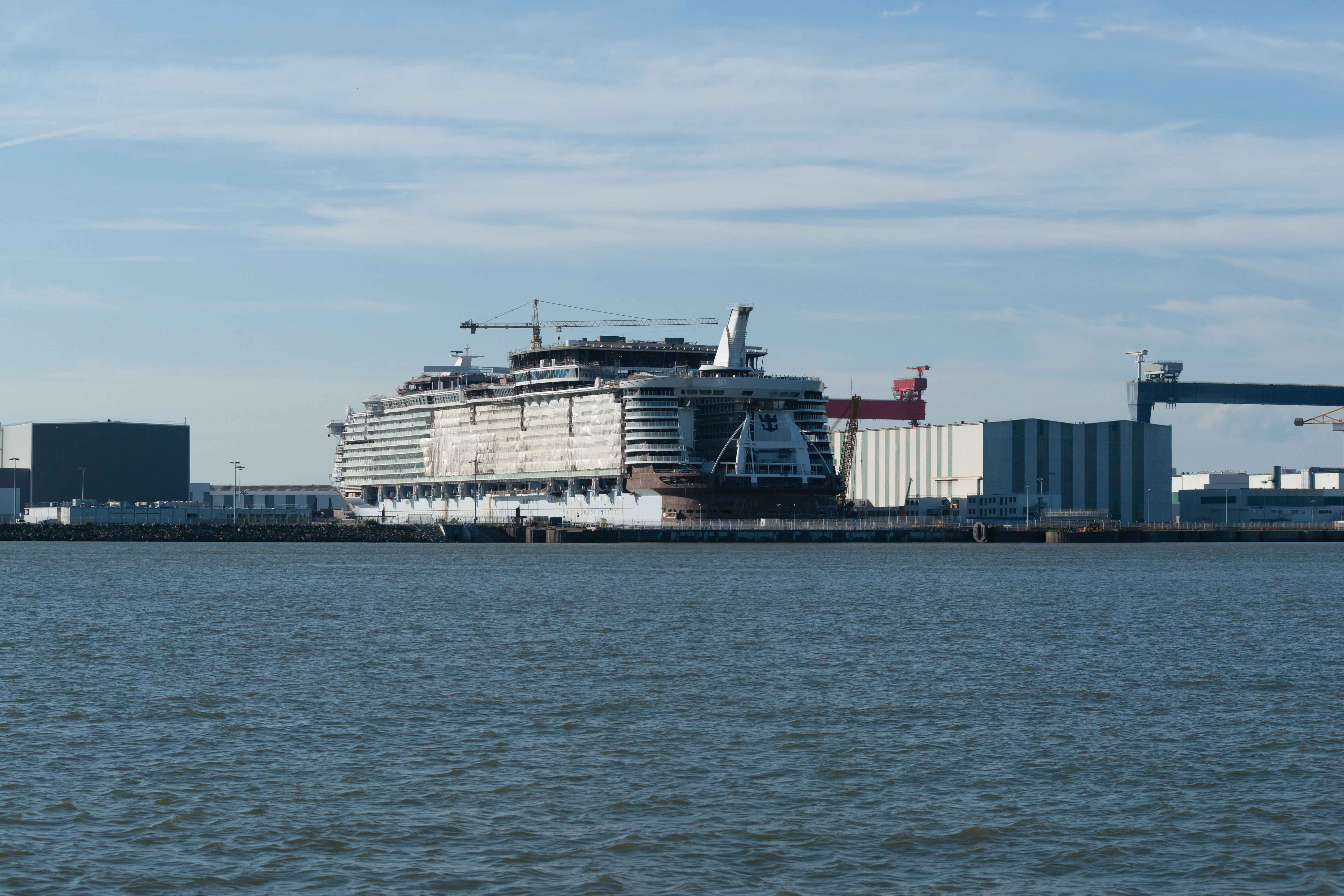

## Dans la culture populaire
Le film de Netflix Tel Père (2018) se déroule principalement lors d'une croisière sur l'Harmony of the Seas.